# Рёв мыши (фильм)
«Рёв мыши» (англ. The Mouse That Roared) — комедия 1959 года по мотивам одноимённого романа Леонарда Вибберли.

## Сюжет
Княгиня Глориана, правительница крошечного княжества Фенвик, призывает парламент и премьер-министра Руперта Маунтджоя обсудить проблему грядущего финансового краха их государства. Вся экономика княжества, которая держится на экспорте вина в США, вот-вот рухнет, потому что в Калифорнии запущено производство вина под названием «Энвик». Премьер-министр предлагает объявить США войну, так как после своей победы американцы будут вынуждены оказать герцогству материальную помощь. Главнокомандующим армии из двадцати человек становится Талли Баскомб — лесник и фельдмаршал. Вооружившись луками и стрелами и нацепив кольчуги, его армия добирается до Марселя на автобусе и отправляется за океан.
Оказавшись в Нью-Йорке, Талли с удивлением обнаруживает, что в городе почти никого нет, и из газеты узнает, что улицы опустели в связи с воздушными учениями. Оттуда же ему становится известно, что американцы изобрели Q-бомбу, которая по мощности во много раз превосходит ядерную бомбу. Он принимает решение сдаться. Пока Талли и его солдаты маршем идут к арсеналу, их принимают за инопланетян.
Тем временем в институте физики изобретатель бомбы профессор Кокинц демонстрирует ученым её первую модификацию. Заблудившись, армия Талли нечаянно забредает в институт, встречает Кокинца и его дочь Хелен и берет их вместе с бомбой в плен. Пока происходят эти события, министр обороны США получает рапорт о вторжении пришельцев и поручает генералу Сниппету разобраться. Когда тот прибывает в институт, Талли захватывает и его и отправляется вместе с военнопленными в Фенвик, где Маунтджой, не зная о неожиданном повороте дел, готовится чествовать американцев как победителей.
Тем временем министр обороны США запоздало получает уведомление Фенвика о войне и, так как бомба украдена, объявляет о капитуляции. Добравшись до родного княжества, Талли с гордостью объявляет, что захватил бомбу и выиграл войну. Герцогиня отправляет Маунтджоя, который настаивает на возвращении бомбы, в отставку и ставит на его место Талли. Между тем министр обороны США собирается в Фенвик, чтобы заключить перемирие. Маунтджой, твердо решивший вернуть бомбу и сдаться США, предлагает Хелен бежать, чтобы она увезла смертельное оружие обратно.
Пока посланцы Вашингтона и княгиня обсуждают условия мирного соглашения, Маунтджой и Сниппет выкрадывают бомбу, а Талли тем временем навещает Хелен и понимает, что влюбился. Позже он возвращается, чтобы признаться девушке в любви, но пока мнется на пороге её спальни, премьер-министр помогает Хелен выбраться из окна. Вместе со Сниппетом они уезжают на автомобиле княгини Глорианы. Когда они буксуют на пригорке, Сниппет, держа бомбу на коленях, приказывает остальным пассажирам подтолкнуть машину. Преодолев склон, машина начинает катиться вниз по инерции и врезается в стог сена. В этот момент беглецов настигает Талли.
Сниппет выбирается из стога и, когда бомба начинает издавать угрожающие звуки, отбрасывает её. Бомбу ловит Талли, после чего предлагает США мирное соглашение, согласно которому американцы должны выплатить Фенвику миллион долларов и запретить производство вина Энвик. Затем Талли и Хелен принимают решение пожениться, а профессор Кокинц собирается в Фенвик, чтобы заняться созданием жевательного пистолета (англ. chewing gun, игра слов). Бомба остается в Фенвике в качестве залога мира, а когда профессор, чихнув, нечаянно роняет её, выясняется, что она была не настоящая.

## В ролях
- Питер Селлерс — Княгиня Глориана XII / Премьер-министр граф Руперт Маунтджой / Талли Баскомб
- Джин Сиберг — Хелен Кокинц
- Дэвид Коссофф — Профессор Альфред Кокинц
- Остин Уиллис — Министр обороны
- Макдональд Парк — Генерал Сниппет